# Myrmarachne capito
Myrmarachne capito är en spindelart som först beskrevs av Tord Tamerlan Teodor Thorell 1890.  Myrmarachne capito ingår i släktet Myrmarachne och familjen hoppspindlar. Inga underarter finns listade i Catalogue of Life.